# Пощенски кодове в Белгия
Пощенските кодове в Белгия са нумерични и се състоят от 4 цифри.
Първата цифра обозначава провинцията (с изключение на номерата от списъка 3xxx, които са общи за източната част на провинция Фламандски Брабант и провинция Лимбург както и номерата от списъка 1xxx, които се делят между западната част на провинция Фламандски Брабант и Столичен регион Брюксел)
Колкото повече нули има в пощенския код, толкова повече жители има съответната провинция или град. Така например град Брюге е столица и най-голям град в провинция Западна Фландрия и получава пощенския код 8000, а вторият по големина град в тази провинция Кортрейк има пощенския код 8500.
При писане на адрес е прието пощенският код да се поставя преди името на селището.
Специални номера за запазени за институциите на Европейския съюз, главното командване на НАТО, медии като обществените радиотелевизионни дружества и RTL Group, различните парламенти и други институции.